# Una historia de tres extraños
Una historia de tres Extraños es una película de 1968 dirigida por Ulu Grosbard. Se basa en una ópera prima del mismo nombre ganadora del Premio Pulitzer.

## Argumento
Un soldado regresa a casa de sus padres, un hogar con problemas.

## Reparto
- Patricia Neal es Nettie Cleary.
- Jack Albertson es John Cleary.
- Martin Sheen es Timmy Cleary.

- Datos: Q1570822